# Ixora fugiens
Ixora fugiens är en måreväxtart som beskrevs av Cornelis Eliza Bertus Bremekamp. Ixora fugiens ingår i släktet Ixora och familjen måreväxter. Inga underarter finns listade i Catalogue of Life.